# ألبرتو مارتين رومو غارسيا أداميز
ألبرتو مارتين رومو غارسيا أداميز (بالإسبانية: Alberto Martín Romo García Adámez)‏ (مواليد 31 مارس 1989 - دون بينايتو ، إسبانيا) لاعب كرة قدم إسباني ، يلعب في مراكز خط الوسط المحوري والدفاعي وقلب الدفاع ، ويلعب حاليًا لنادي ليغانيس الإسباني.

## روابط خارجية
- ألبرتو مارتين رومو غارسيا أداميز على موقع قاعدة بيانات كرة القدم.إي يو (الإنجليزية)
- ألبرتو مارتين رومو غارسيا أداميز على موقع Soccerbase.com (لاعب) (الإنجليزية)
- ألبرتو مارتين رومو غارسيا أداميز على موقع Soccerway.com (الإنجليزية)
- ألبرتو مارتين رومو غارسيا أداميز على موقع AS.com (الإسبانية)